# 三一式速射野炮
三一式速射野炮（日语：三十一年式速射砲）是日本帝國在明治31年（1898年）制式化的野戰炮，由於其開發者的名聲，故有稱為有坂砲。它是日本第一款導入無煙火藥的火炮，與其衍生型三一式速射山炮是日本帝國陸軍在日俄戰爭時期的主力野戰炮兵武器。

## 簡介
19世紀末，日本火炮開始自國外採購轉為國內自製，並且材質從青銅進化為鋼鐵。三一式速射野炮為日本國產化火炮的進步成果。
三一式速射野炮採用剛性炮架設計，無制退復進機與炮架駐鋤，火炮左右炮輪輪轂裝有一組連接炮架尾部彈簧筒的鋼纜，在火炮發射時因後座力帶動炮輪轉動，鋼纜獲得動能拉扯彈簧，最後藉由釋放彈簧儲存的動能使炮輪獲得動力，帶動火炮歸位。炮管材質為碳鋼，採用後膛裝填設計，發射藥從黑火藥變更為無煙火藥，與其上一代野戰砲相比，三一式的射程、精準度都有顯著提升。但因未裝備制退復進機，因此所謂的速射是與傳統的前膛裝填炮比較之性能，不同於英國的速射炮（Quick Firing）定義，如按照英國定義，三一式僅為後膛裝填炮（Breech Loading）標準。
在研發野戰炮版的三一式速射炮的同時，有坂成章也開發了山炮，與野炮版本相比，山炮沿襲了大部分野炮版炮架設計，但增加高低機俯仰角，炮管則縮短為12.3倍徑降低火炮重量，火炮初速與射程也因此縮短。
在明治31年量產後，三一式速射炮家族成為日本帝國陸軍野戰師下轄的野戰炮兵團標準武器，每個團底下有兩個野戰炮兵營，每個營有3個炮兵連，每連6門炮，因此一個野戰步兵師會配備36門三一式速射野炮，至明治36年（1903年）2月完成全軍換裝。初期的三一式速射野炮使用木製炮盾，因日俄戰爭的經驗更換為鋼製炮盾。在日俄戰爭期間，日軍野戰炮兵遭到俄羅斯帝國陸軍自法國引進最新製炮科技打造的俄造M1902式762野砲與具備彈簧式制退復進機的1900年式3英吋野戰速射炮給痛擊，在感受到顯著的技術代差衝擊後，日本再度採購國外的先進火炮技術彌補野戰砲的射速威力，此即為三八式野砲。在三八式野炮服役後，三一式隨即遭到替換，但是該型炮並未就此退役，而是移交給步兵聯隊用作支援火炮，以及學校教具，為此日本軍方還提供新型彈藥供其使用。至日本戰敗前，三一式速射野炮仍然是日本附庸政權與部隊所使用的裝備。

## 使用彈種
| 可用彈藥 |                  |                  |                     |                    |
| 類型     | 名稱             | 彈頭重量（公斤） | 彈頭裝藥            | 發射藥重量（公斤） |
| 榴彈     | 榴彈             | 6.1              | 三硝基甲苯，800公克 | 1.218              |
| 榴彈     | 九七式鋼質銑榴彈 | 6.1              | 420公克             | 1.218              |
| 霰彈     | 霰彈             | 6                | 234顆子彈丸         | 1.218              |

## 使用國家
日本
 大清
清朝末期建立新軍時大量自國外採購火炮，其中也包括日本。北洋常備軍第一鎮在光緒二十九年（1903年）成軍時，向日本採購了日造二十九倍架退炮36門，日造十三倍架退速射山炮18門，是第一批採購的三一式速射野炮。隨後京旗常備軍購入18門日造七生半陸路炮，在光緒三十一年（1905）成軍的北洋常備軍第二鎮比照第一鎮，購入36門日造七生半陸路炮與18門日造七生半十三倍身長速射過山炮。但是後續擴編為北洋六鎮後，德國炮取代了日本炮成為中央新軍的新寵，袁世凱在後續整軍即未再購置三一式火砲。
除了中央新軍，日本透過三井財閥、大倉財閥等公司為中介向清朝地方政府販售軍火，在光緒三十三年（1907）制定的新軍編制中，每鎮下轄炮隊一標，轄3炮兵營，其中2營編制為路陸炮，1營編制為過山炮，因此一個步兵師會有36門野戰炮、18門山炮的需求。但由於各地總督並不透過北京中央統一採購，因此實際購置數量並無可靠的統計數據，但包括直隸總督、兩廣總督、四川總督、湖廣總督等都曾日本商購架退炮，實際採購數量相當可觀。
 中華民國
在民國軍閥期間，國民革命軍藉由收繳北洋軍閥的軍備，以及從接受國民政府整編的前軍閥部隊當中獲得此裝備，如新桂系李宗仁接受國民政府整編時，他指揮的國民革命軍第七軍麾下便配備了2門日製架退炮。陳誠在惠州戰役期間所指揮之火炮亦為此款，顯示廣州國民政府從蘇聯軍援中獲得了這款火炮，但國民革命軍實際取得的數量不明，至民國二十年代南京國民政府整理部隊時，三一式速射野炮已不在裝備清單序列中。

## 相關連結
- 三一式速射山炮
- 四一式山炮